# Нёв-Эглиз
Нёв-Эглиз (фр. Neuve-Église) — коммуна на северо-востоке Франции в регионе Гранд-Эст (бывший Эльзас — Шампань — Арденны — Лотарингия), департамент Нижний Рейн, округ Селеста-Эрстен, кантон Мюциг. До марта 2015 года коммуна административно входила в состав упразднённого кантона Вилле (округ Селеста-Эрстен).
Площадь коммуны — 5,48 км², население — 620 человек (2006) с тенденцией к стабилизации: 623 человека (2013), плотность населения — 113,7 чел/км².

## Население
Население коммуны в 2011 году составляло 624 человека, в 2012 году — 623 человека, а в 2013-м — 623 человека.
| 1962 | 1968 | 1975 | 1982 | 1990 | 1999 | 2006 | 2008 | 2011 | 2012 | 2013 |
| ---- | ---- | ---- | ---- | ---- | ---- | ---- | ---- | ---- | ---- | ---- |
| 451  | 455  | 525  | 580  | 597  | 620  | 620  | 621  | 624  | 623  | 623  |

Динамика населения:

## Экономика
В 2010 году из 376 человек трудоспособного возраста (от 15 до 64 лет) 279 были экономически активными, 97 — неактивными (показатель активности 74,2 %, в 1999 году — 74,0 %). Из 279 активных трудоспособных жителей работали 268 человек (146 мужчин и 122 женщины), 11 числились безработными (7 мужчин и 4 женщины). Среди 97 трудоспособных неактивных граждан 32 были учениками либо студентами, 40 — пенсионерами, а ещё 25 — были неактивны в силу других причин.

## Достопримечательности (фотогалерея)

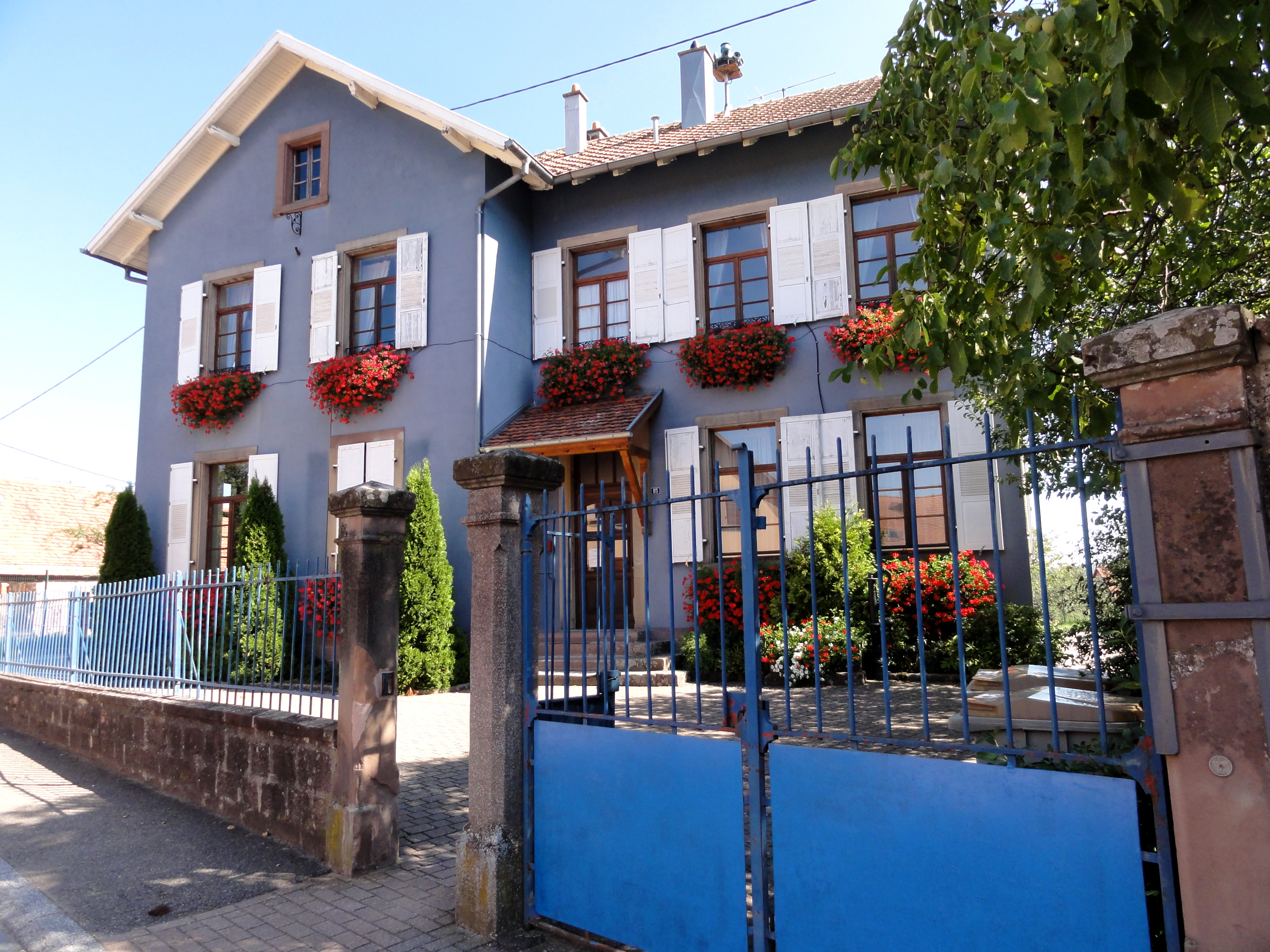
Здание мэрии-школы
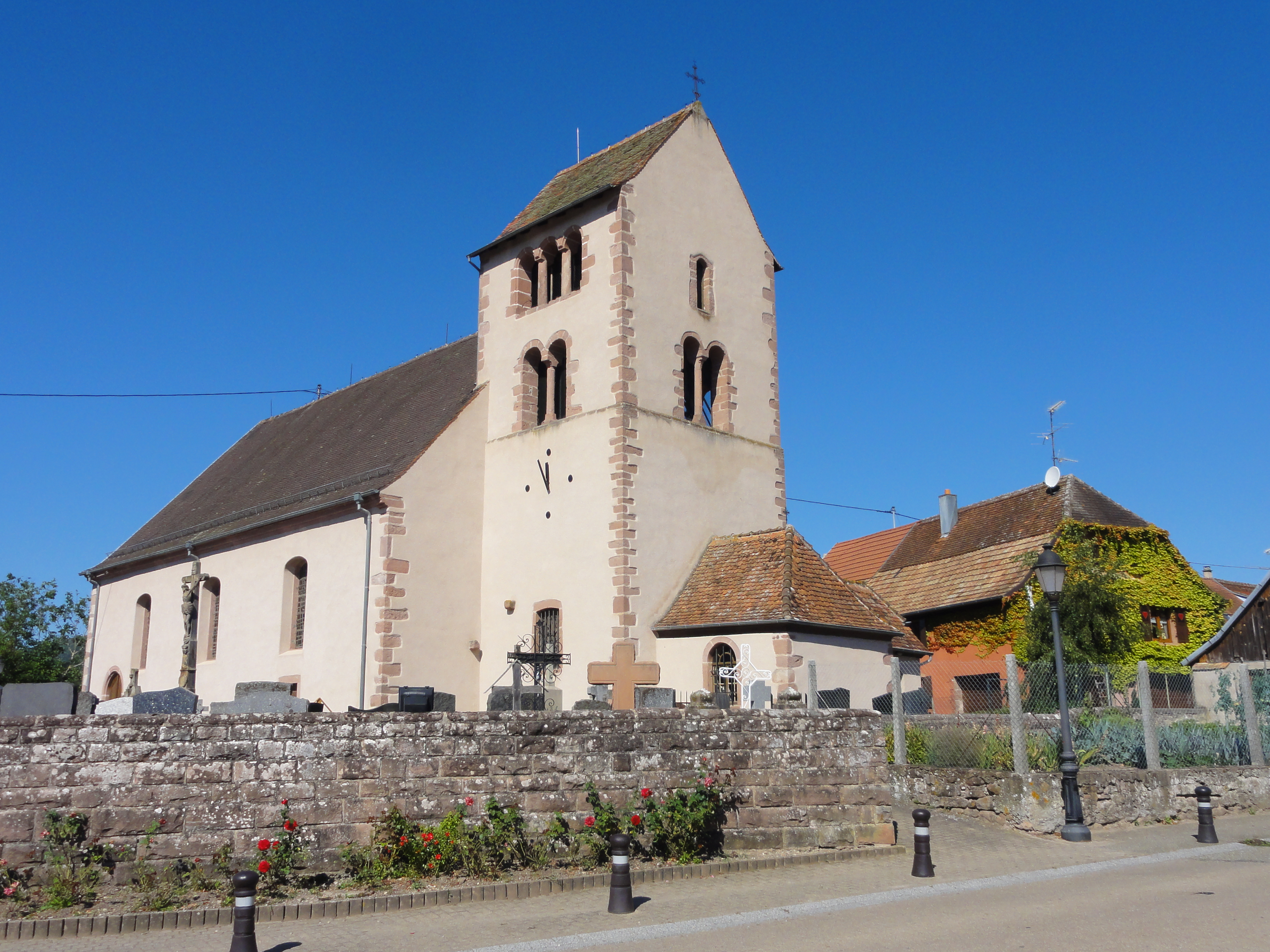
Церковь святого Николая
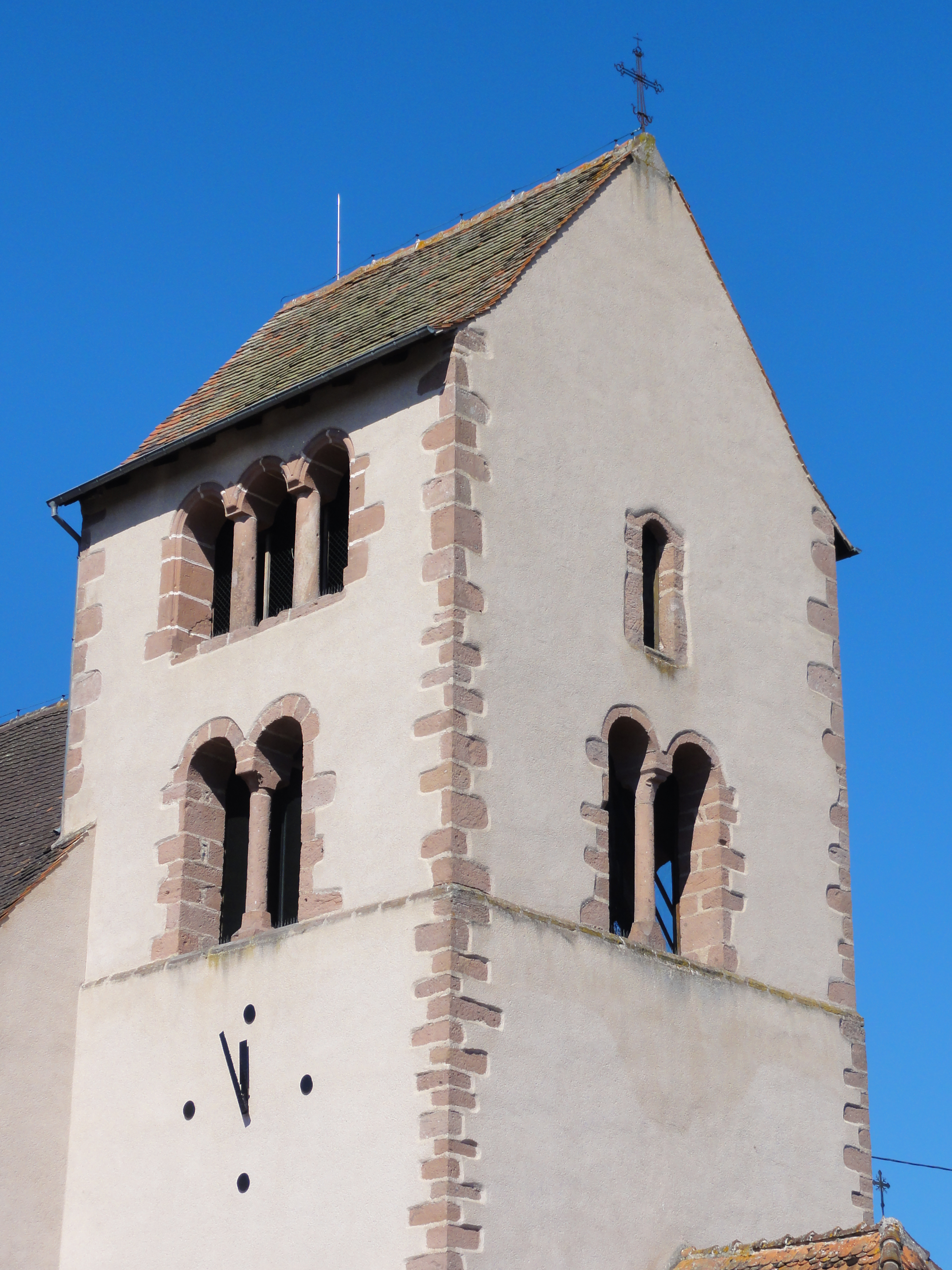
Колокольня
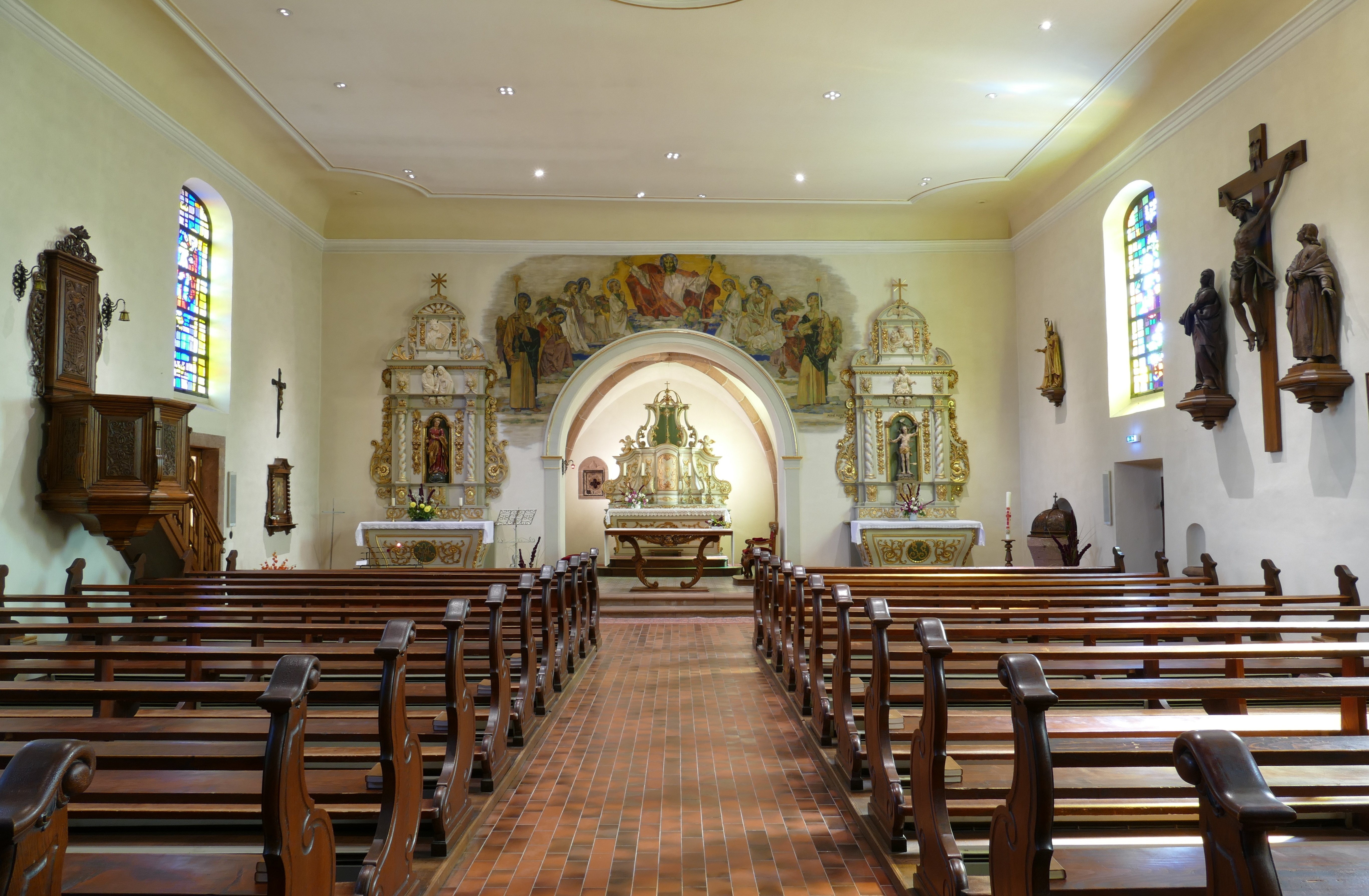
Интерьер, вид на алтарь
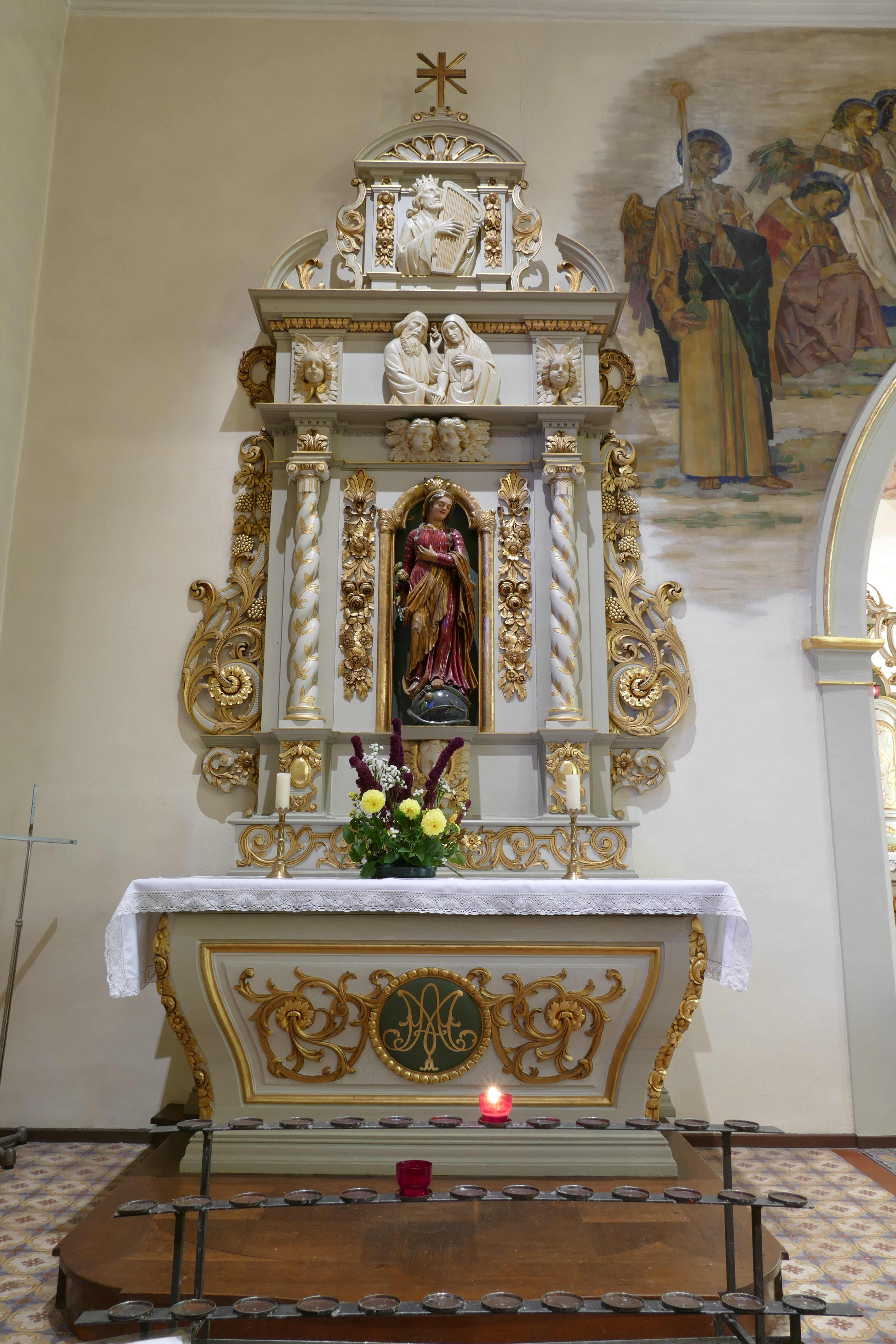
Икона Дева
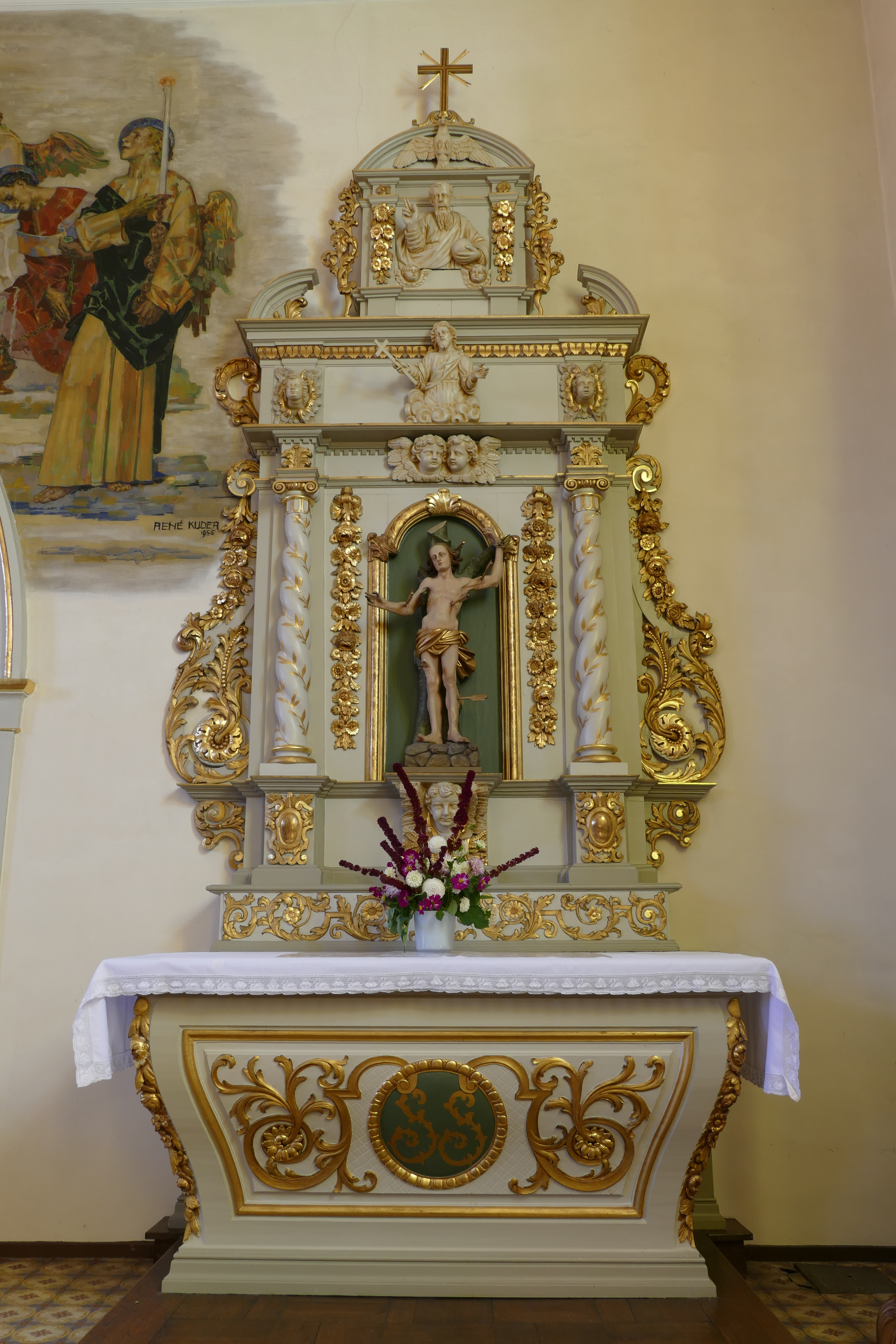
Икона Сен-Себастьян
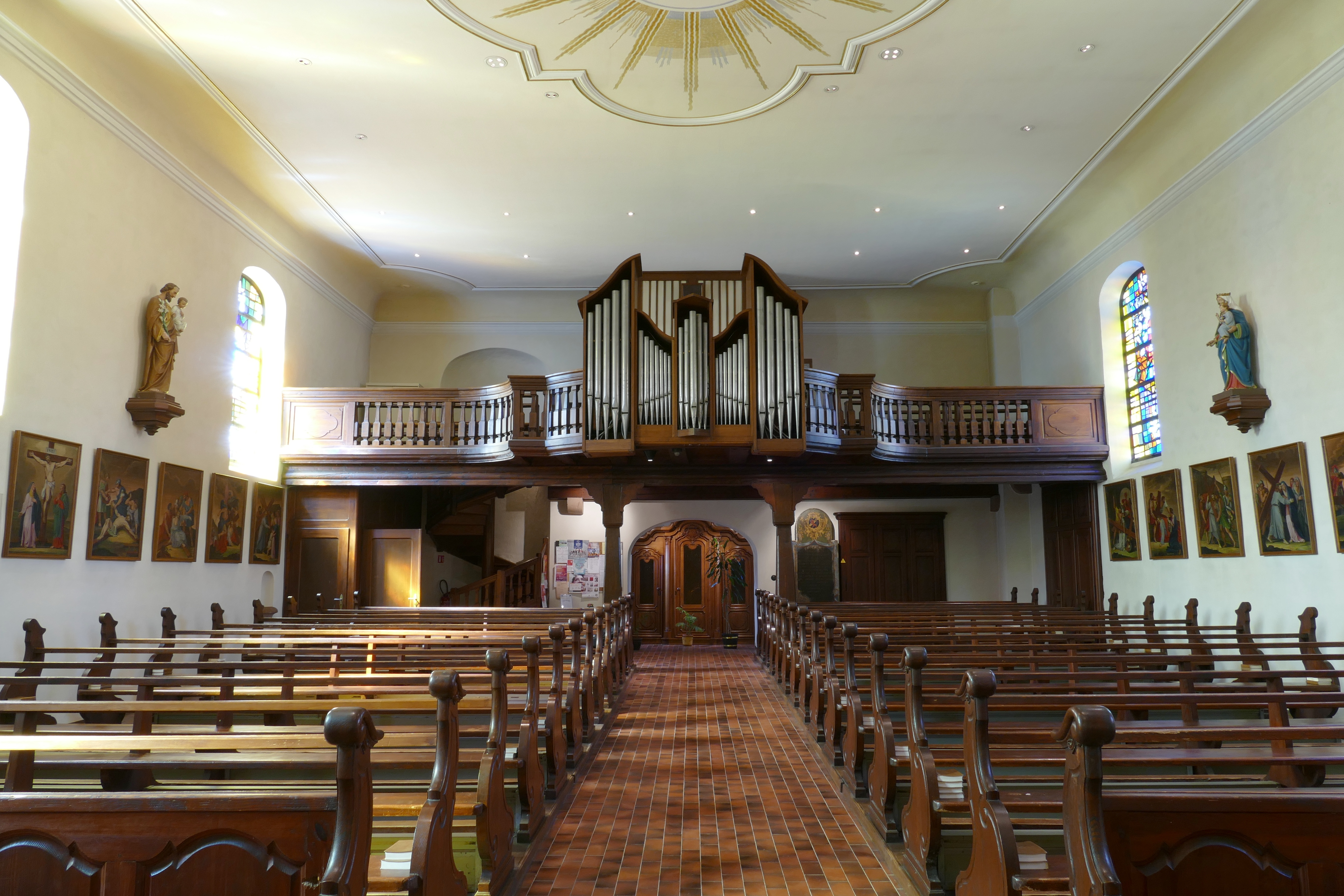
Интерьер, вид на орган
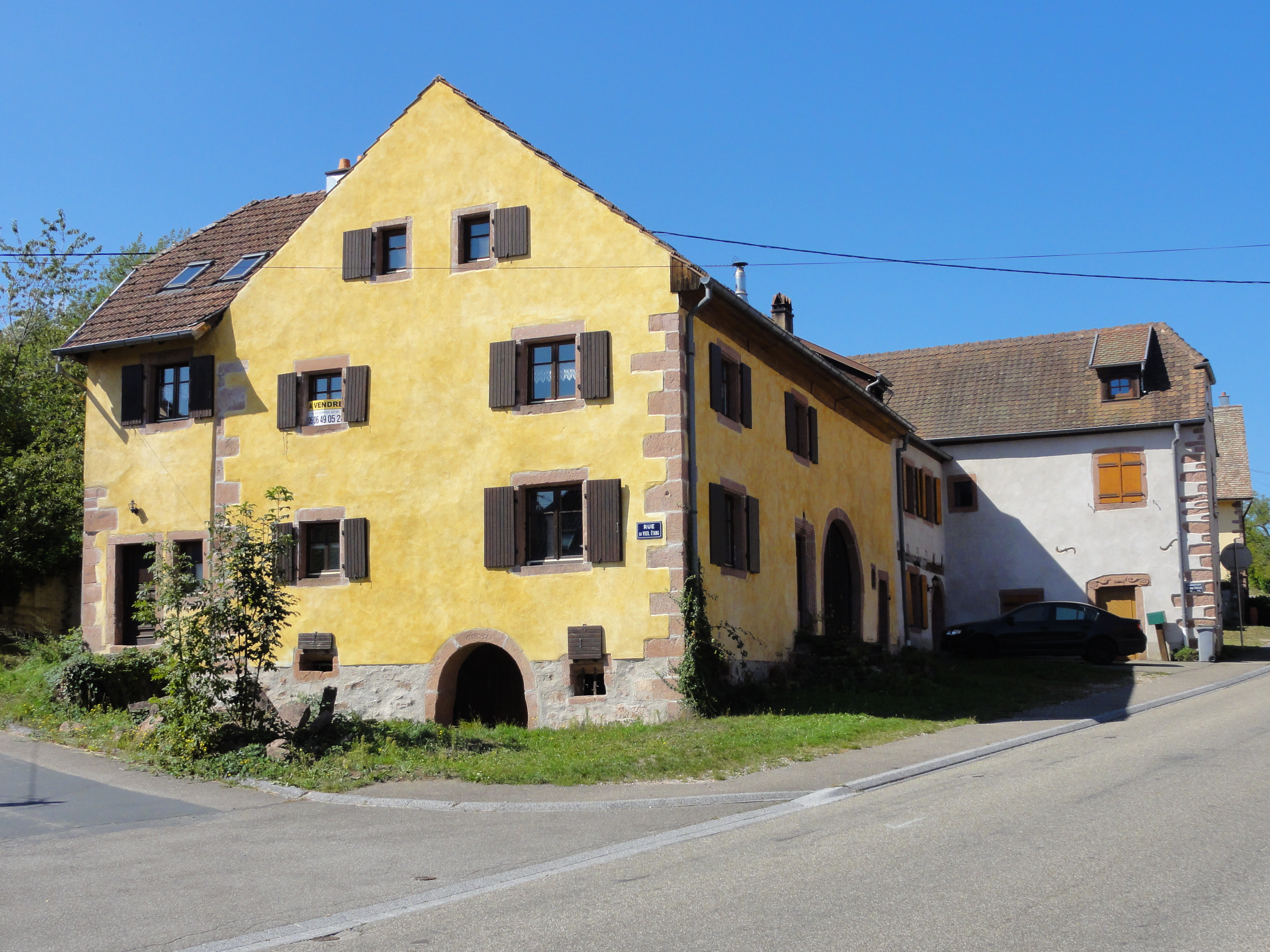
Старый дом в центре
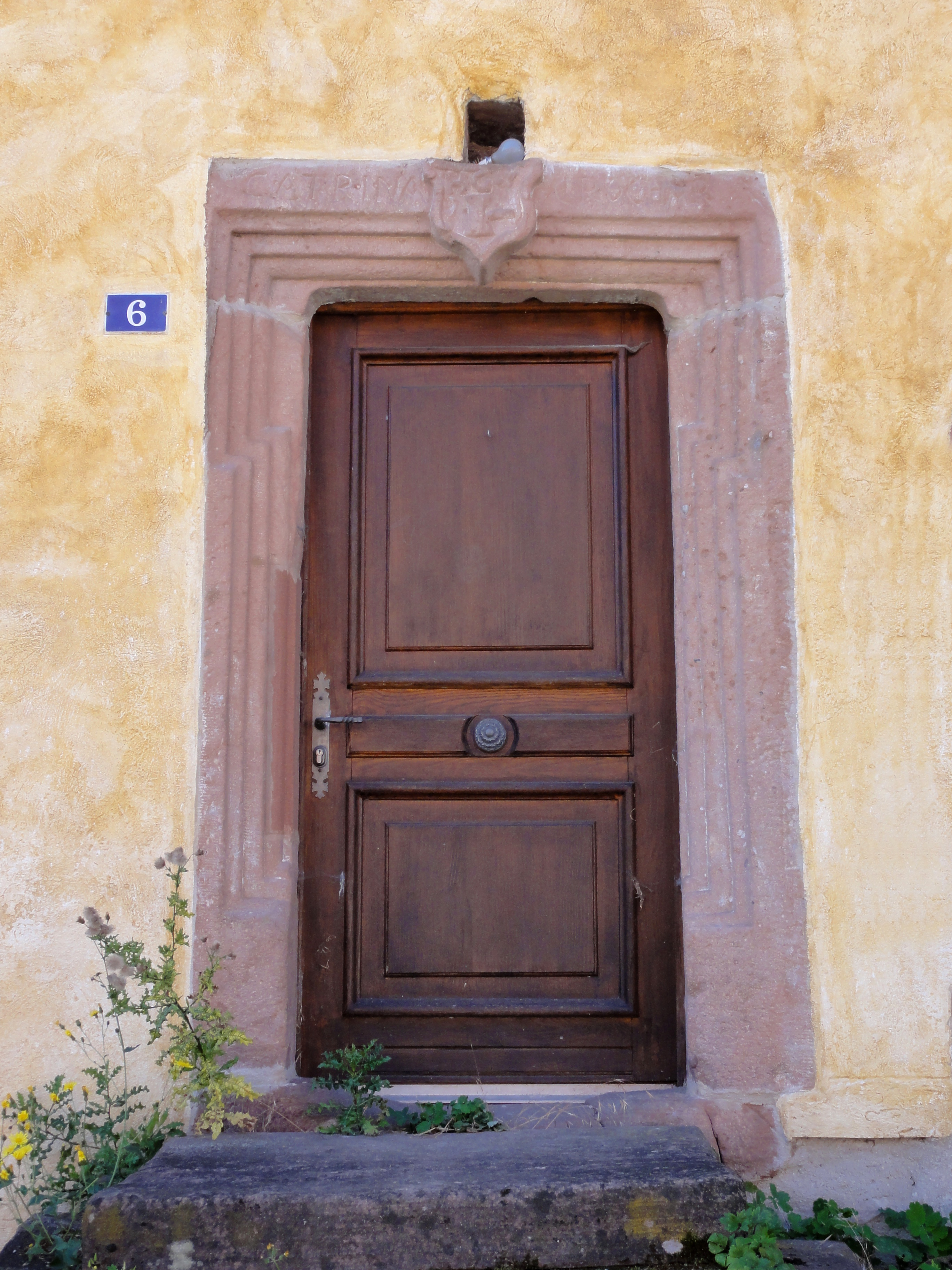
Двери дома
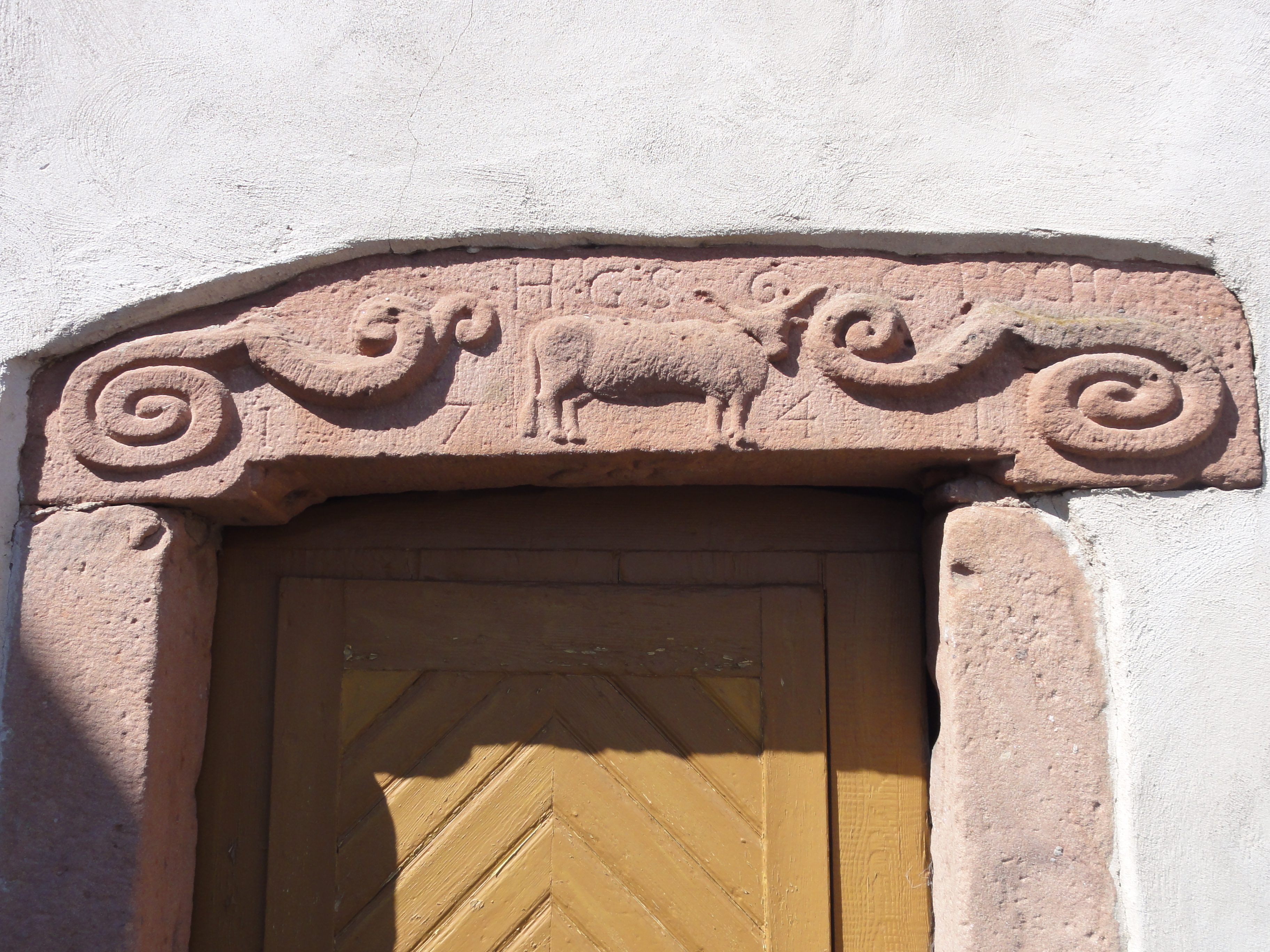
Двери дома мясника